# ATC kod D05
ATC kod D05 Antipsorijatici su terapeutska podgrupa sistema za anatomsko terapeutsko hemijsku klasifikaciju. Ovaj sistem alfanumeričkih kodova je razvio  za klasifikaciju lekova i drugih medicinskih proizvoda.  Podgrupa D05 je deo anatomske grupe D Koža i potkožno tkivo.

Kodovi za veterinarsku upotrebu (ATCvet kodovi) se mogu formirati stavljanjem slova Q ispred humanih ATC kodova: QD05... 
Nacionalna izdanja ATC klasifikacije mogu da obuhvataju dodatne kodove koji nisu prisutni na ovoj listi.

### D05ACAntracenskiderivati
D05AC01 Ditranol
D05AC51 Ditranol, kombinacije

### D05ADPsoraleniza topičku primenu
D05AD01 Trioksisalen
D05AD02 Metoksalen

### D05AX Drugi antipsorijatici za topičku primenu
D05AX01 Fumarna kiselina
D05AX02 Kalcipotriol
D05AX03 Kalcitriol
D05AX04 Takalcitol
D05AX05 Tazaroten
D05AX52 Lalcipotriol, kombinacije

## D05B Antipsorijatici za sistemsku primenu

### D05BA Psoraleni za sistemsku primenu
D05BA01 Trioksisalen
D05BA02 Metoksalen
D05BA03 Bergapten

### D05BBRetinoidiza tretmanpsorijaze
D05BB01 Etretinat
D05BB02 Acitretin

### D05BX Drugi antipsorijatici za sistemsku primenu
D05BX51 Derivati fumarne kiseline, kombinacije